# Jan Boroń
Jan Boroń (ur. 8 czerwca 1889 w Woli Orzechowskiej, zm. wiosną 1940 w Charkowie) – lekarz internista, podpułkownik lekarz Wojska Polskiego, ofiara zbrodni katyńskiej.

## Życiorys
Syn Józefa i Anny z Balawajderów urodzony 8 czerwca 1889 w Woli Orzechowskiej, w ówczesnym powiecie brzozowskim Królestwa Galicji i Lodomerii. Wraz z rodzeństwem zostali wcześnie osieroceni po śmierci rodziców. Ukończył szkołę w pobliskiej Orzechówce. Następnie uczęszczał do gimnazjum w Przemyślu.
W 1915 ukończył studia na Wydziale Lekarskim Uniwersytetu Lwowskiego. Podczas I wojny światowej od 1915 do 1918 służył w c. i k. armii.
Po odzyskaniu przez Polskę niepodległości w 1918 wstąpił do Wojska Polskiego. Został przydzielony do szpitala okręgowego w Tarnowie. Brał udział w wojnie polsko-bolszewickiej pracując w szpitalu polowym. Służąc w szeregach 1 pułku piechoty Legionów został ranny na początku stycznia 1919. Został awansowany do stopnia kapitana ze starszeństwem z dniem 1 lipca 1919. Ukończył Oficerską Szkołę Sanitarną. W 1926 został starszym ordynatorem w Szpitalu Okręgowym Nr X w Przemyślu. W 1928 w stopniu kapitana był zweryfikowany w korpusie oficerów sanitarnych lekarzy z lokatą 3. Wówczas był przynależny do kadry oficerów służby zdrowia. Pracował jako internista (specjalista chorób wewnętrznych) w Przemyślu; w latach 30. zamieszkiwał przy ulicy Juliusza Słowackiego 67. 2 grudnia 1930 roku został awansowany do stopnia majora ze starszeństwem z dniem 1 stycznia 1931 roku i 23. lokatą w korpusie oficerów sanitarnych, grupa lekarzy. W marcu 1939 pozostawał w rezerwie personalnej 10 Szpitala Okręgowego w Przemyślu.

Po wybuchu II wojny światowej, kampanii wrześniowej i agresji ZSRR na Polskę z 17 września 1939 został aresztowany przez sowietów i przewieziony do obozu w Starobielsku. Wiosną 1940 został zamordowany przez funkcjonariuszy NKWD w Charkowie i pogrzebany potajemnie w masowej mogile w Piatichatkach, gdzie od 17 czerwca 2000 mieści się oficjalnie Cmentarz Ofiar Totalitaryzmu w Charkowie.
5 października 2007 minister obrony narodowej Aleksander Szczygło – decyzją nr 439/MON – awansował go pośmiertnie do stopnia pułkownika. Awans został ogłoszony 9 listopada 2007 w Warszawie, w trakcie uroczystości „Katyń Pamiętamy – Uczcijmy Pamięć Bohaterów”.

## Upamiętnienie
W ramach akcji „Katyń... pamiętamy” / „Katyń... Ocalić od zapomnienia”, zostały zasadzone Dęby Pamięci honorujące Jana Boronia: 24 września 2009 przy Zespole Szkół w Orzechówce oraz przy Zespole Szkół Ekonomiczno-Rolniczych w Słubicach.
W 2014 ukazała się książka pt. Młyny czasu. Jan Boroń od Orzechówki do Starobielska autorstwa Ewa Kowalskiej.

## Odznaczenia
- Złoty Krzyż Zasługi – 1938 „za zasługi w służbie wojskowej”[15][16]
- Medal Pamiątkowy za Wojnę 1918–1921[1]
- Medal Dziesięciolecia Odzyskanej Niepodległości[1]